# Confins
Confins este un oraș în unitatea federativă Minas Gerais (MG), Brazilia.